# Pholcomma soloa
Pholcomma soloa är en spindelart som först beskrevs av Marples 1955.  Pholcomma soloa ingår i släktet Pholcomma och familjen klotspindlar. Inga underarter finns listade i Catalogue of Life.